# Kathedrale von Bologna

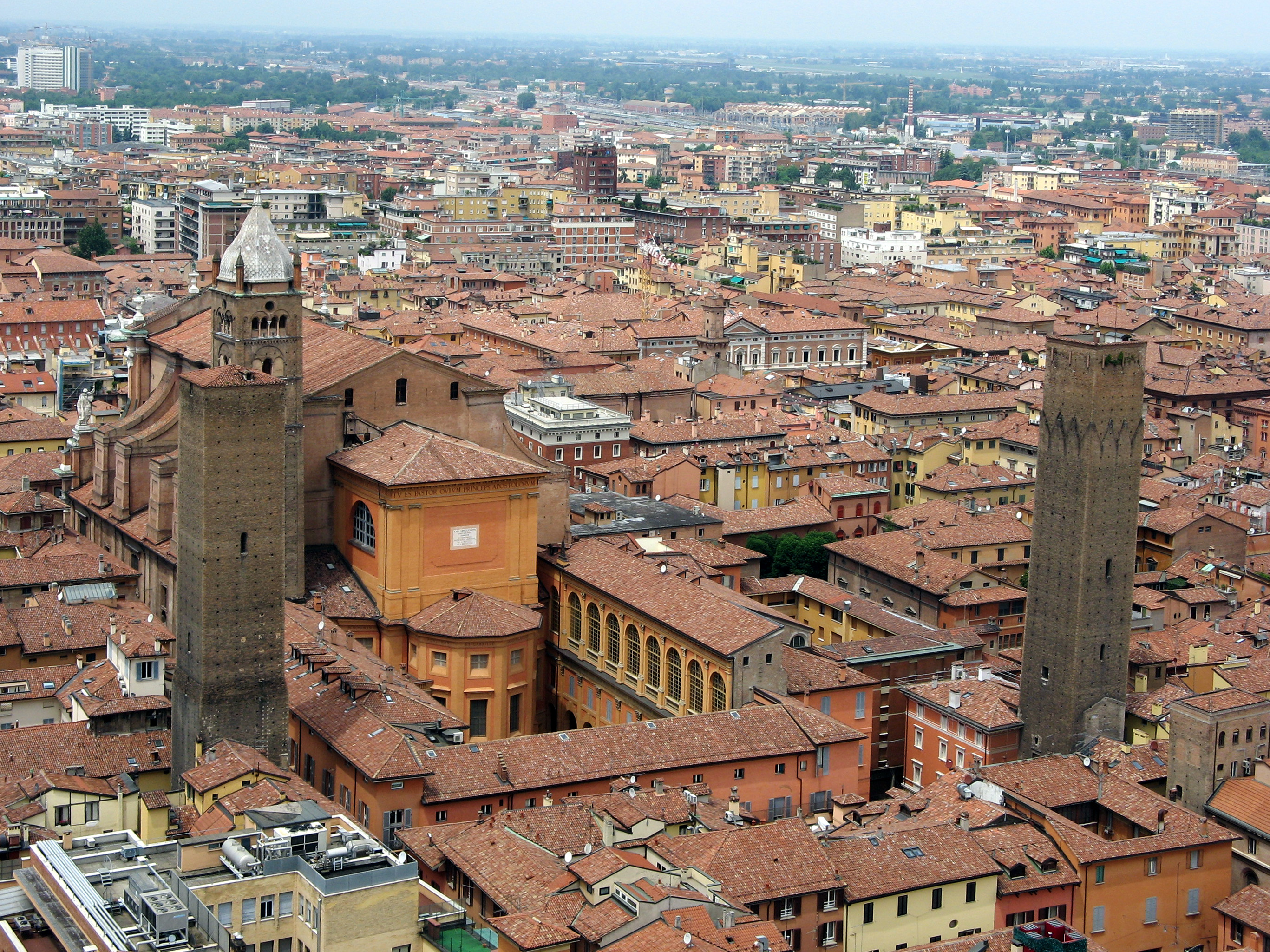
Kathedrale San Pietro, gesehen vom Torre Asinelli

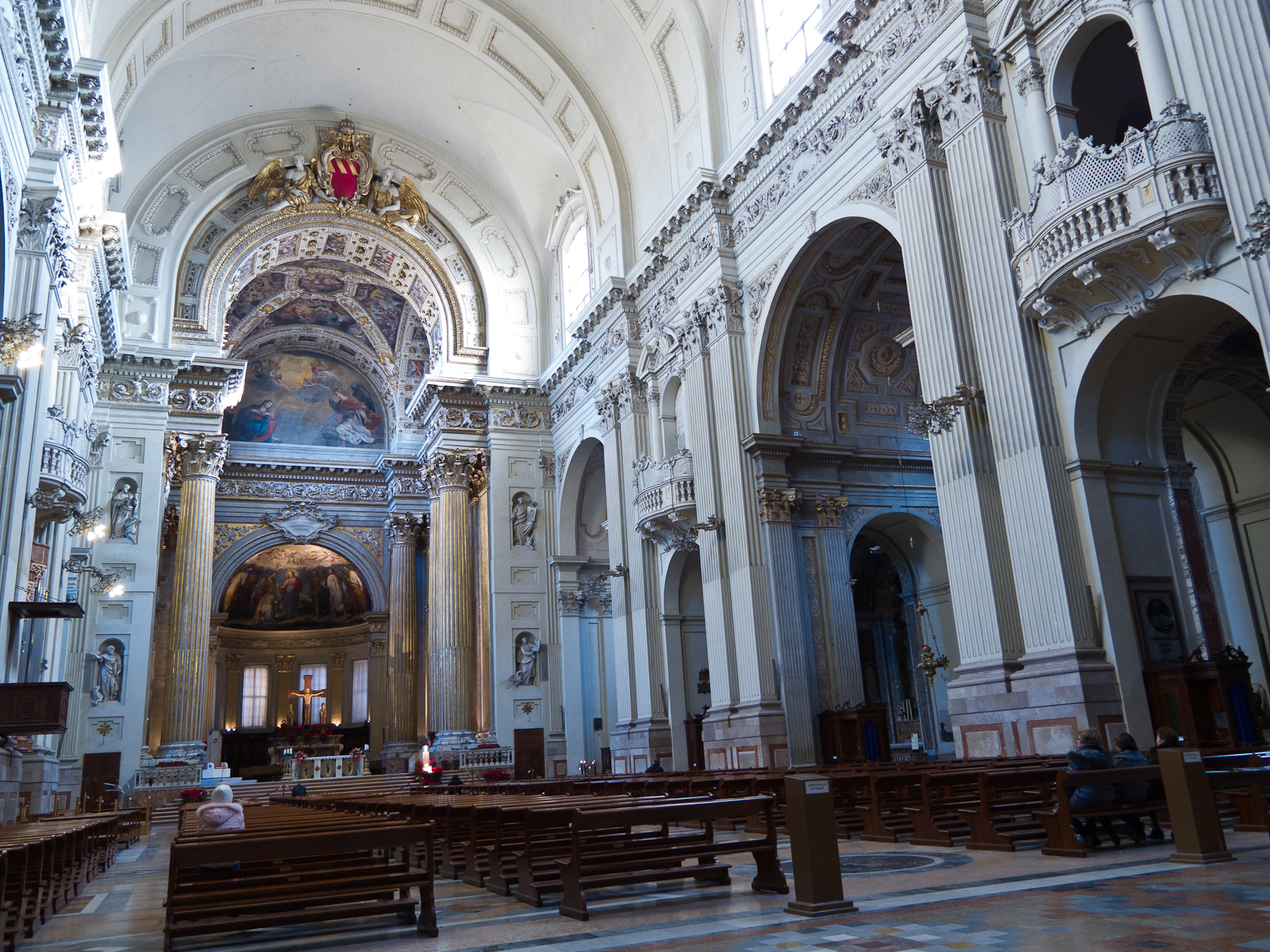
Innenansicht San Pietro

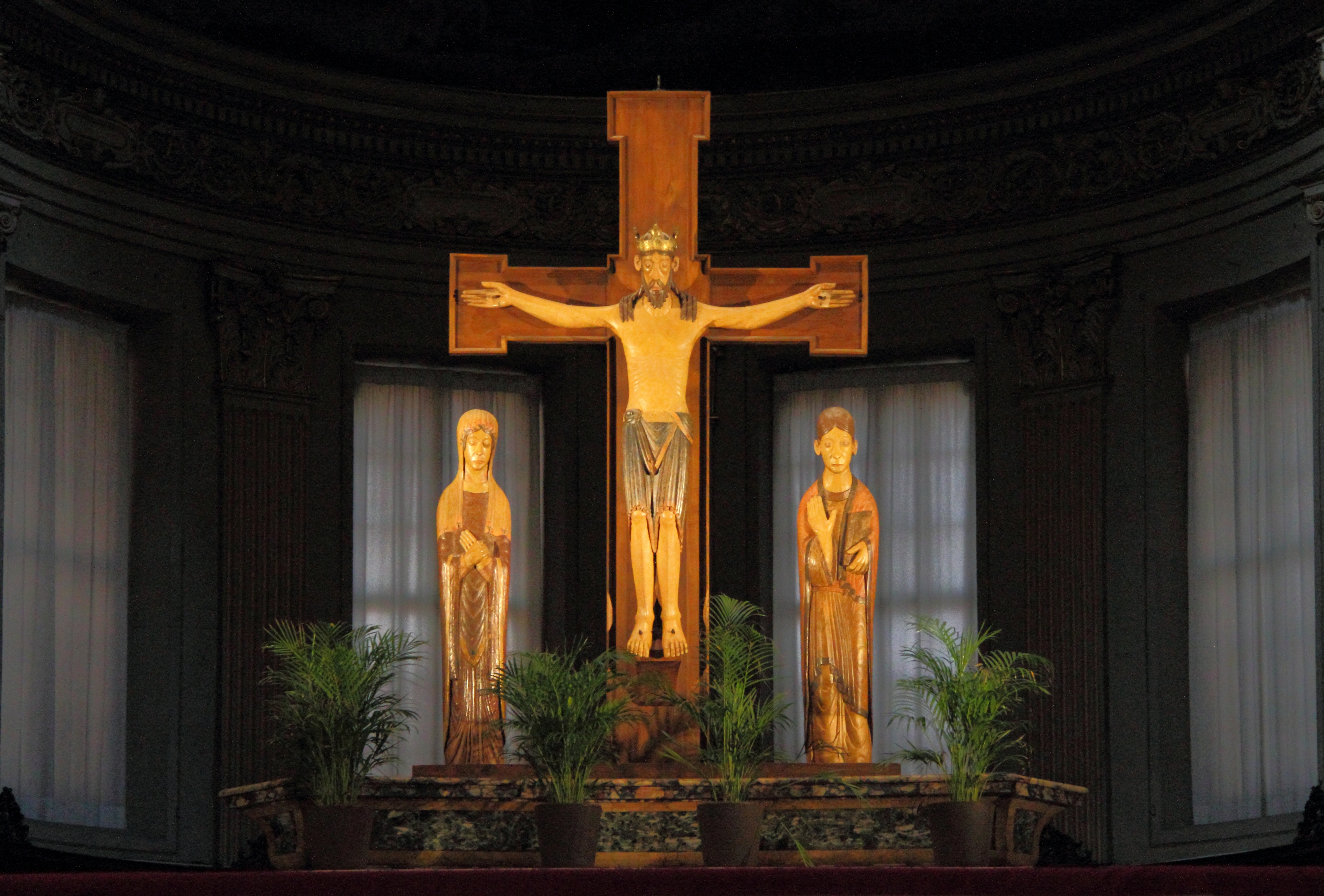
Romanisches Altar-Kruzifix aus Zedernholz

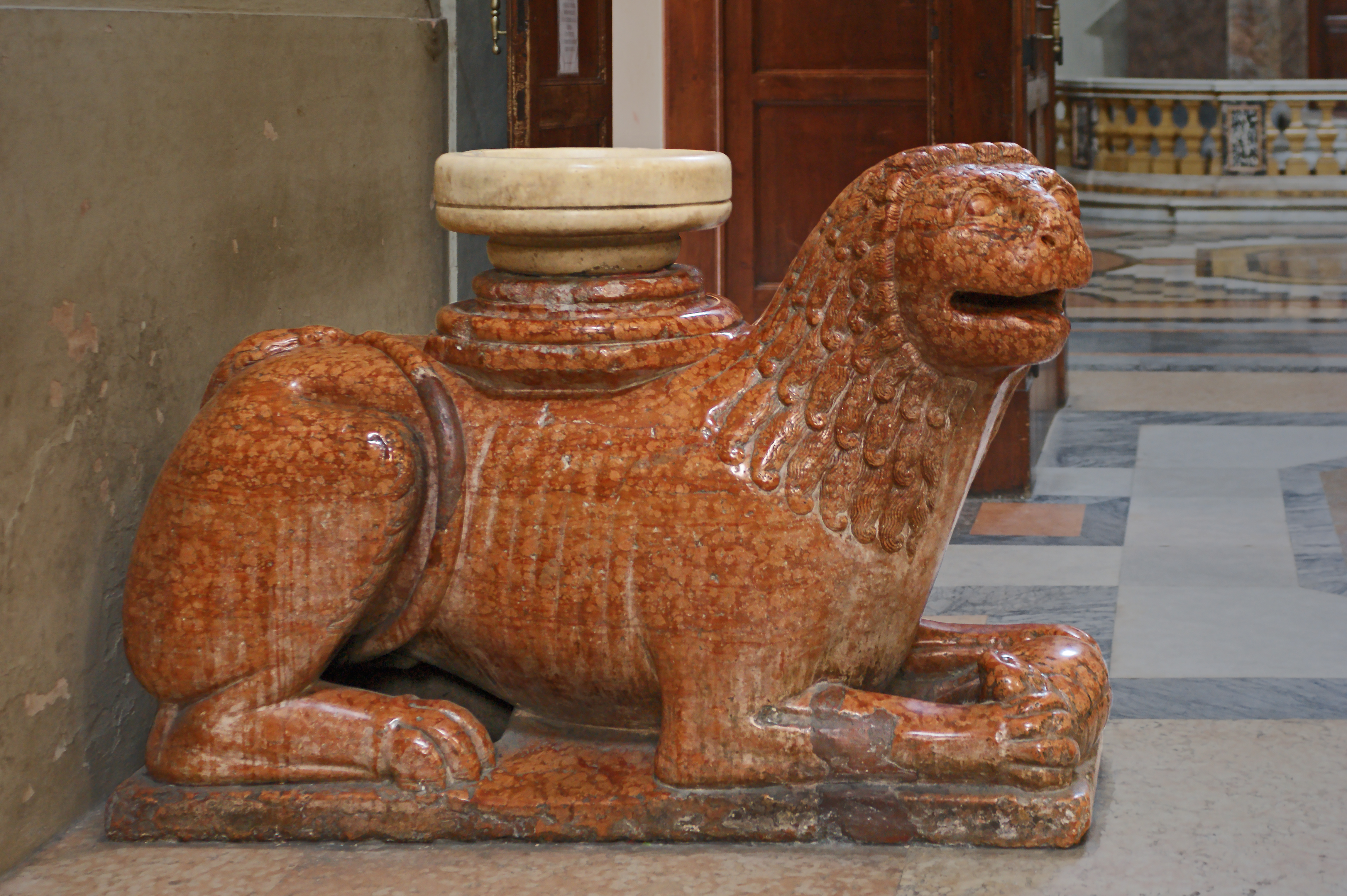
Weihwasserbecken

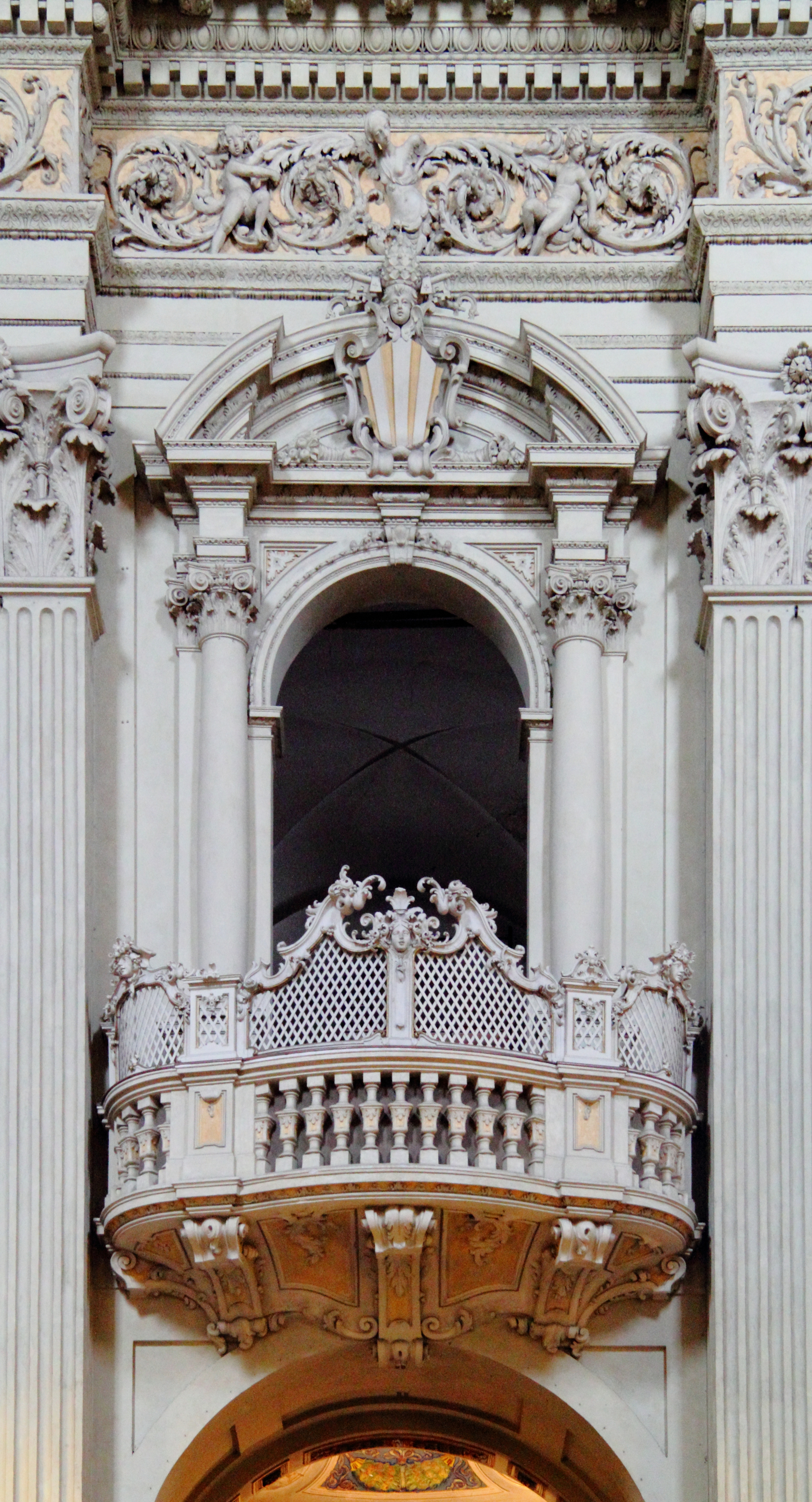
Kanzel der Kathedrale

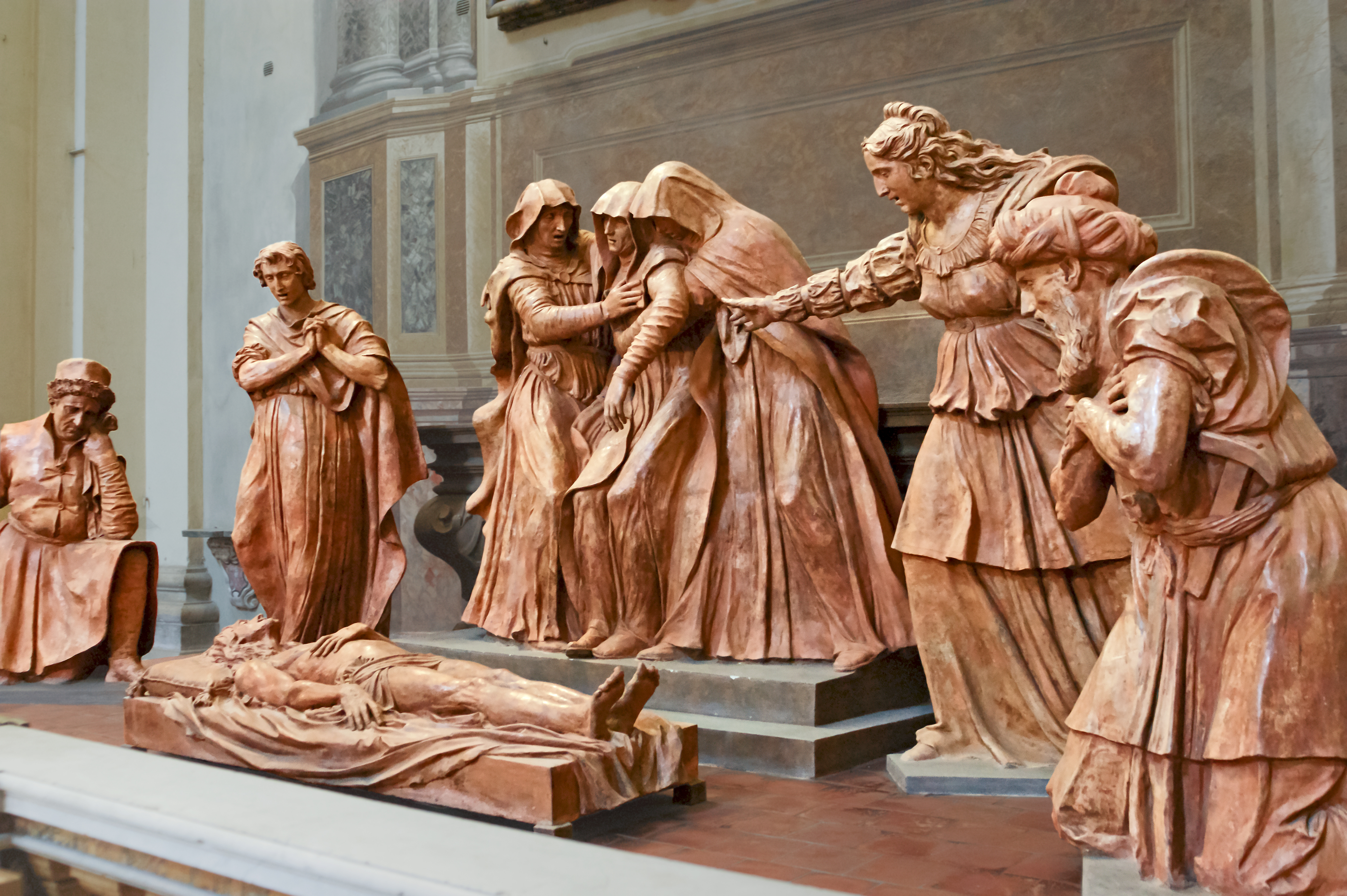
Beweinung des toten Christus von Alfonso Lombardi.

Die Kathedrale San Pietro in Bologna ist die Kathedrale des Erzbistums Bologna. Sie liegt an der Via Indipendenza.

## Geschichte
Eine Kirche existierte schon 1028, bezeugt durch einen vorromanischen Glockenturm mit kreisförmigem Grundriss (nach dem Vorbild von Ravenna). Die Kirche wurde im Großbrand von 1141 zerstört und von Papst Lucius III. im Jahre 1184 wiederaufgebaut und neu geweiht. 
1396 wurde die Fassade durch eine Portikus (Säulenvorhalle) bereichert, die 1467 renoviert wurde. 
Auf Anordnung des Kardinals Gabriele Paleotti wurde das Bauwerk 1575 von Grund auf renoviert. Allerdings waren die Eingriffe so radikal, dass die Gewölbe im Jahre 1599 einstürzten.
1582 wurde San Pietro durch Papst Gregor XIII. zur Kathedrale erhoben.
Die Säulenvorhalle wurde am Ende des 17. Jahrhunderts wieder aufgebaut und bekam zwischen 1743 und 1747 auf Anordnung von Papst Benedikt XIV. eine neue Fassade nach Plänen des Architekten Alfonso Torreggiani.

## Ausstattung
Heute zeigt sich der Innenraum in einem Barockstil von majestätischer Wirkung. Unter den Kunstwerken sind bemerkenswert die Verkündigung von Ludovico Carracci, ein Fresko zwischen den hinteren Glasfenstern der Vierung, ein romanisches Kruzifix aus Zedernholz sowie eine Figurengruppe aus Ton Cristo morto con le Marie piangenti (Toter Christus mit weinenden Frauen) von Alfonso Lombardi (Beginn des 16. Jahrhunderts).

### Orgeln
In der Kathedrale befinden sich zwei große Orgeln. Die Orgel auf der Westtribüne wurde 1935 von dem Orgelbauer Giuseppe Rotelli (Cremona) erbaut. Das Instrument hat 49 Register auf drei Manualen und Pedal(werken). Das Besondere ist, dass jedem Manualwerk ein eigenständiges Pedalwerk zugeordnet ist. Die Trakturen sind elektropneumatisch. 
| I Grand'Organo C–a3 |       |
| Principale I        | 16′   |
| Principale II       | 16′   |
| Principale I        | 8′    |
| Principale II       | 8′    |
| Flauto              | 8′    |
| Dulciana            | 8′    |
| Ottava              | 4′    |
| Flauto              | 4′    |
| XII                 | 2 ⁄3′ |
| XV                  | 2′    |
| Pieno VI            |       |
| Tromba              | 8′    |
| Tuba mirabilis      | 8′    |
| Tromba              | 4′    |
| Unda maris          | 8′    |
| Campane             |       |

| II Espressivo C–a3 |       |
| Principale         | 16′   |
| Principale         | 8′    |
| Ottava             | 4′    |
| XV                 | 2′    |
| Ripieno IV         |       |
| Viola              | 8′    |
| Corno di notte     | 8′    |
| Eolina             | 4′    |
| Flauto             | 4′    |
| Flauto in XII      | 2 ⁄3′ |
| Ottavino           | 2′    |
| Voci corali        | 16′   |
| Clarino            | 8′    |
| Voce celeste       | 8′    |
| Concerto viole     | 8′    |
| Tremolo            |       |

| III Corale Espressivo C–a3 |    |
| Principale                 | 8′ |
| Ottava                     | 4′ |
| XV                         | 2′ |
| Pienino III                |    |
| Flauto                     | 8′ |
| Oboe                       | 8′ |
| Unda maris                 | 8′ |

| Pedalwerk(e) C–f1   |     |
| Pedal Grand'Organo  |     |
| Contrabbasso        | 16′ |
| Violone             | 16′ |
| Subbasso            | 16′ |
| Basso               | 8′  |
| Ottava              | 8′  |
| Bombarda            | 16′ |
| Pedal Espressivo    |     |
| Subbasso            | 16′ |
| Basso               | 8′  |
| Cello               | 8′  |
| Pedal Organo Corale |     |
| Subbasso            | 16′ |
| Basso               | 8′  |

1997 erbaute die Orgelbaufirma Paccagnella eine weitere große Orgel. Das Instrument befindet sich im nördlichen Seitenumgang, zwischen der zweiten und dritten Seitenkapelle. Die Orgel hat 54 Register auf drei Manualen und Pedal. Die Spieltrakturen sind mechanisch, die Registertrakturen sind elektrisch.
| I Positivo Aperto C–c4 |        |
| Quintadena             | 16′    |
| Principale             | 8′     |
| Flauto a camino        | 8′     |
| Ottava                 | 4′     |
| Flauto a fuso          | 4′     |
| Nazardo                | 2 ⁄3′  |
| Decimaquinta           | 2′     |
| Terza                  | 1 3⁄5′ |
| Decimanona             | 1 ⁄3′  |
| Flagioletto            | 1′     |
| Cimbalo III            |        |
| Fagotto                | 16′    |
| Cromorno               | 8′     |
| Tromba armonica        | 4′     |
| Tremolo                |        |

| II Grand'Organo C–c4 |       |
| Principale           | 16′   |
| Principale           | 8′    |
| Flauto cilindrico    | 8′    |
| Ottava               | 4′    |
| Flauto a camino      | 4′    |
| Duodecima            | 2 ⁄3′ |
| Decimaquinta         | 2′    |
| Decimanona           | 1 ⁄3′ |
| Vigesimaseconda      | 1′    |
| Mistura IV-VI        |       |
| Tromba               | 16′   |
| Tromba               | 8′    |
| Corno camoscio       | 8′    |
| Chiarina             | 4′    |

| III Espressivo C–c4 |       |
| Bordone             | 16′   |
| Principale          | 8′    |
| Flauto coperto      | 8′    |
| Flauto a cuspide    | 8′    |
| Viola               | 8′    |
| Voce celeste        | 8′    |
| Ottava              | 4′    |
| Flauto armonico     | 4′    |
| Corno di notte      | 2′    |
| Ripieno V           |       |
| Cornetto in eco     | 2 ⁄3′ |
| Corno inglese       | 16′   |
| Oboe                | 8′    |
| Voci corali         | 8′    |
| Tremolo             |       |

| Pedale C–f1    |     |
| Subbasso       | 32′ |
| Contrabbasso   | 16′ |
| Bordone        | 16′ |
| Violone        | 16′ |
| Basso          | 8′  |
| Flauto conico  | 8′  |
| Flauto a becco | 4′  |
| Cornettone IV  |     |
| Controbombarda | 32′ |
| Trombone       | 16′ |
| Tromba         | 8′  |
| Clarone        | 4′  |